# Toroid

Toroid vzniklý rotací čtverce

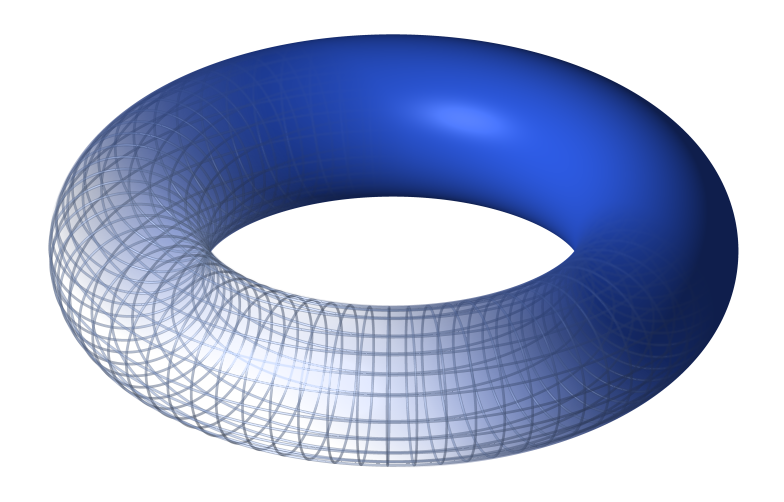
Klasický toroid – torus (anuloid)

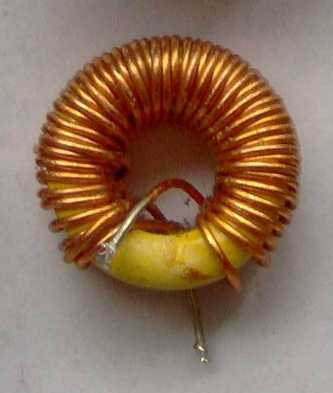
Cívka s toroidním jádrem v elektronice

Toroid je těleso v prostoru získané rotací uzavřené rovinné křivky (např. kružnice) okolo osy ležící v rovině křivky a neprotínající křivku. V případě rotace kružnice se jedná o torus. Tvar toroidu má například duše u kola (a to i po havárii, zatímco jako torus můžeme označit jen nafouklou duši nedeformovaného kola).
V elektronice se slovo toroid používá jako slangový název pro toroidní cívku, což je cívka se závity na jádře prstencovitého tvaru, méně často na kostřičce tohoto tvaru bez jádra nebo vinuté samonosně. Tento tvar je také základem konstrukce řady typů magnetických nádob.